# Stockton (Illinois)
Stockton és una població dels Estats Units a l'estat d'Illinois. Segons el cens del 2000 tenia 1.926 habitants.

## Demografia
Segons el cens del 2000, Stockton tenia 1.926 habitants, 831 habitatges, i 521 famílies. La densitat de població era de 874,9 habitants/km².
Dels 831 habitatges en un 28,3% hi vivien nens de menys de 18 anys, en un 51,5% hi vivien parelles casades, en un 7,8% dones solteres, i en un 37,2% no eren unitats familiars. En el 33% dels habitatges hi vivien persones soles el 17,6% de les quals corresponia a persones de 65 anys o més que vivien soles. El nombre mitjà de persones vivint en cada habitatge era de 2,24 i el nombre mitjà de persones que vivien en cada família era de 2,83.
Per edats la població es repartia de la següent manera: un 23,1% tenia menys de 18 anys, un 6,5% entre 18 i 24, un 26,9% entre 25 i 44, un 21% de 45 a 60 i un 22,5% 65 anys o més.
L'edat mediana era de 41 anys. Per cada 100 dones de 18 o més anys hi havia 84 homes.
La renda mediana per habitatge era de 35.921 $ i la renda mediana per família de 43.173 $. Els homes tenien una renda mediana de 28.594 $ mentre que les dones 23.026 $. La renda per capita de la població era de 17.728 $. Aproximadament el 4,5% de les famílies i el 8,2% de la població estaven per davall del llindar de pobresa.

## Poblacions més properes
El següent diagrama mostra les poblacions més properes.